# Nip-Slip
Nip-Slip (tradução em inglês para deslizo do mamilo) às vezes referido como nipslip, oops no internetês e também conhecido no Brasil como pagar peitinho, é o ato de fotografar uma pessoa, especificamente mulheres, com seios parcial ou completamente à mostra. Na maioria das vezes não intencional, e em sua maioria são celebridades que acabam sendo fotografadas por paparazzos em festas, eventos, praias, etc. Diferentemente do topless, ele não exige com que a pessoa esteja com a parte superior da roupa toda exposta, existem várias formas de nip-slip, descuido conhecido como wardobe malfuction, que se refere quando uma pessoa está sem roupa íntima ou com uma vestimenta muito larga e faz algum movimento como se abaixar. Existem também formas em que a pessoa não precisa estar com seios à mostra, apenas como a saliência dos mamilos transparecendo em uma blusa justa (conhecido como farol aceso) ou pela transparência de uma roupa, algumas mulheres que optam por usar Liebe nos mamilos, protetores de silicone em formato ondular ou como um sutiã, funcionando como um adesivo colocado sobre os mamilos para estes não fazerem volume na roupa. Algumas artistas são alvos frequentes disso como por exemplo a cantora Amy Winehouse que era sempre vista frequentemente alcoolizada e com os seios expostos, embora muitas vezes o nip-slip seja algo acidental, alguns acreditam que algumas celebridades fazem isso ocasionalmente para se promover na mídia na intenção de gerar polêmica.